# Ben Chaplin

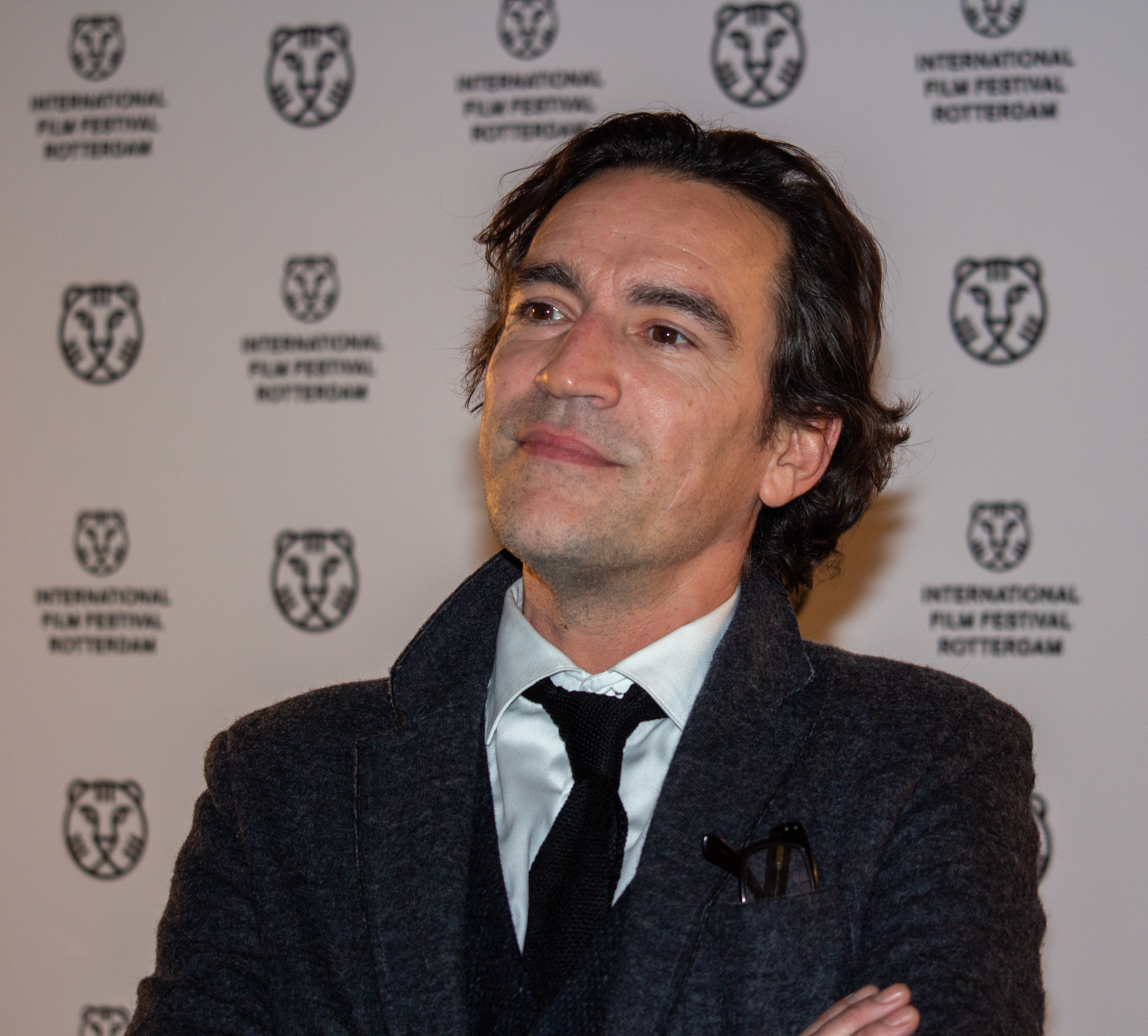
Ben Chaplin (2015)

Ben Chaplin (* als Benedict Greenwood am 31. Juli 1970; nach anderen Quellen 1969 in London) ist ein britischer Schauspieler.

## Leben und Leistungen
Chaplin absolvierte die Guildhall School of Music and Drama. Er debütierte als Schauspieler im Jahr 1992, bekleidete eine Nebenrolle in der Buchverfilmung Was vom Tage übrigblieb (1993) mit Sir Anthony Hopkins und Emma Thompson, wurde aber erst dank seiner Rolle in der BBC-Fernsehserie Game On (1995) bekannt. Chaplin spielte im Film Lügen haben lange Beine (1996) neben Uma Thurman und Janeane Garofalo, im Film Der schmale Grat (1998) neben Sean Penn, Adrien Brody und James Caviezel sowie im Film Birthday Girl – Braut auf Bestellung (2001) neben Nicole Kidman, im Film Mord nach Plan (2002) neben Sandra Bullock.
Chaplin trat ebenfalls in einigen Theaterstücken wie This Is How It Goes von Neil LaBute auf. Für seine Rolle in The Retreat from Moscow wurde er 2004 für den Tony Award nominiert. Für seine Rolle im Stück The Glass Menagerie wurde er für den Laurence Olivier Award nominiert.

## Filmografie (Auswahl)
- 1993: Was vom Tage übrig blieb (The Remains of the Day)
- 1996: Lügen haben lange Beine (The Truth About Cats & Dogs)
- 1997: Washington Square
- 1998: Der schmale Grat (The Thin Red Line)
- 2000: Lost Souls – Verlorene Seelen (Lost Souls)
- 2001: Birthday Girl – Braut auf Bestellung (Birthday Girl)
- 2002: The Touch
- 2002: Mord nach Plan (Murder by Numbers / Murd3r 8y Num8ers)
- 2004: Stage Beauty
- 2005: Chromophobia
- 2006: Two Weeks
- 2007: Mein Freund, der Wasserdrache (The Water Horse: Legend of the Deep)
- 2008: Ich & Orson Welles (Me and Orson Welles)
- 2009: Das Bildnis des Dorian Gray (Dorian Gray)
- 2010: London Boulevard
- 2010: Ways to Live Forever – Die Seele stirbt nie (Ways to Live Forever)
- 2011: Mad Dogs (Fernsehserie)
- 2011: Twixt
- 2012: Die Tore der Welt (World Without End, Fernsehserie)
- 2013: Dates (Fernsehserie)
- 2015: Cinderella
- 2015: Little Boy
- 2015–2016: Mad Dogs (Fernsehserie, 10 Folgen)
- 2017: Nachdem ich ihm begegnet bin (Apple Tree Yard) (TV-Miniserie)
- 2017: Kindeswohl (The Children Act)
- 2019: Roads
- 2020: Der Brief für den König (The Letter for the King) (Fernsehminiserie)
- 2021: Die Ausgrabung (The Dig)
- 2021: The Nevers (Fernsehserie)
- 2024: September 5 – The Day Terror Went Live